# Preixan
Preixan là một xã của Pháp, nằm ở tỉnh Aude trong vùng Occitanie. Người dân địa phương trong tiếng Pháp gọi là Preixanais.
Xã này có cự ly 10 km so với Carcassonne và 15 km so với Limoux.
Các xã giáp ranh: Montclar, Couffoulens, Roullens, Leuc et Cavanac.

## Hành chính
| Danh sách các xã trưởng                |                  |                |      |         |
| Giai đoạn                              | Giai đoạn        | Tên            | Đảng | Tư cách |
| tháng 3 năm 2008                       | tháng 3 năm 2014 | Daniel Barcelo | PS   |         |
| tháng 3 năm 2001                       | tháng 3 năm 2008 | Daniel Barcelo | PS   |         |
| Tất cả các dữ liệu trước đây không rõ. |                  |                |      |         |

## Thông tin nhân khẩu
| Năm | 1962 | 1968 | 1975 | 1982 | 1990 | 1999 | 2005 |
| --- | ---- | ---- | ---- | ---- | ---- | ---- | ---- |
| Dân số | 377  | 403  | 378  | 365  | 431  | 445  | 508  |
| From the year 1968 on: No double counting—residents of multiple communes (e.g. students and military personnel) are counted only once. |      |      |      |      |      |      |      |

## Nhân vật nổi bật
- Manuel Caravaca, Alphonse Caravaca, Guy Alard